# نظرية مؤامرة مفاجأة أكتوبر
تشير نظرية مؤامرة مفاجأة أكتوبر إلى مؤامرة مزعومة للتأثير على نتيجة الانتخابات الرئاسية الأمريكية لعام 1980 التي دارت بين الرئيس الديمقراطي جيمي كارتر وخصمه الجمهوري حاكم كاليفورنيا السابق رونالد ريغان.
كان من بين القضايا الوطنية الكبيرة خلال عام 1980 إطلاق سراح 66 أمريكيًا محتجزين كرهائن في إيران منذ 4 نوفمبر عام 1979. فاز ريغان بالانتخابات وأعلنت جمهورية إيران الإسلامية إطلاق سراح الرهائن في يوم تنصيبه بعد 20 دقيقة من اختتام خطابه الافتتاحي. وأثار التوقيت ادعاءً بأن ممثلي حملة ريغان الرئاسية تآمروا مع إيران لتأجيل الإفراج إلى ما بعد الانتخابات لإحباط الرئيس كارتر من تحقيق مفاجأة أكتوبر. 
ووفقًا للادعاء كافأت إدارة ريغان إيران بعد ذلك على مشاركتها في المؤامرة من خلال تزويد إيران بالأسلحة عبر إسرائيل وإلغاء حظر الأصول النقدية للحكومة الإيرانية في البنوك الأمريكية.
عقد مجلسا الكونغرس الأمريكي مؤتمرات منفصلة بعد اثنتي عشرة سنة من الاهتمام الإعلامي المتفاوت بهذه القضية واستنتجا أن تلك المزاعم تفتقر إلى الوثائق الداعمة. 
ومع ذلك فقد أيد العديد من الأفراد وأبرزهم الرئيس الإيراني السابق أبو الحسن بني صدر وضابط المخابرات البحرية السابق عضو مجلس الأمن القومي الأمريكي جاري سيك وموظفة حملة ريغان/بوش السابقة ومحللة البيت الأبيض باربرا هونيغر هذا الادعاء.

## خلفية تاريخية
قبض على عدد من الرهائن الأمريكيين في إيران خلال الثورة الإيرانية في نوفمبر 1979. استمرت أزمة رهائن إيران حتى عام 1980. كانت هناك مخاوف في الحزب الجمهوري مع اقتراب الانتخابات الرئاسية في نوفمبر 1980 من أنَّ حل الأزمة يمكن أن يشكل (مفاجأة أكتوبر) التي قد تمنح جيمي كارتر دفعة انتخابية كافية لنجاحه. أفرج عن الرهائن في 20 يناير 1981 بعد دقائق فقط من تنصيب المنافس الجمهوري رونالد ريغان ولذلك اتهم البعض حملة ريغان بأنها عقدت صفقة سرية مع الحكومة الإيرانية حيث سيحتجز الإيرانيون الرهائن إلى ما بعد انتخاب ريغان.
أثيرت قضية مفاجأة أكتوبر خلال تحقيق أجرته لجنة فرعية بمجلس النواب حول كيفية حصول حملة ريغان 1980 على ملخص لنقاشات المرشح كارتر. حصلت اللجنة الفرعية للموارد البشرية التابعة لمكتب البريد بمجلس النواب ولجنة الخدمة المدنية خلال التحقيق على حق الوصول إلى وثائق حملة ريجان. تضمنت الوثائق العديد من الإشارات إلى عمليات مراقبة لمفاجأة أكتوبر. أصدرت اللجنة الفرعية برئاسة النائب الأمريكي السابق دونالد ألبوستا تقريرًا شاملاً في 17 مايو 1984 وصف كل نوع من المعلومات التي كشف عنها ومصدرها المحتمل. تطرق جزء من التقرير لقضية مفاجأة أكتوبر.

## التسلسل الزمني
أوضح فريق العمل المعني ثلاثة لقاءات مفترضة بين ممثلي حملة ريغان ومسؤولين حكوميين إيرانيين في صيف وخريف عام 1980 بأنها جهود رئيسية لتأخير إطلاق سراح الرهائن:
1. اجتماع في مدريد خلال الصيف.
2. اجتماع في فندق في واشنطن العاصمة في الخريف.
3. اجتماع في باريس في أكتوبر.[8]

وصفت فرقة العمل ثلاثة اجتماعات أو اتصالات مزعومة أخرى بأنها اجتماعات ثانوية:
1. اجتماع في فندق ماي فلاور في واشنطن العاصمة في أوائل ربيع 1980.
2. اجتماع في فندق تشرشل في لندن في صيف 1980.
3. لقاء في فندق شيري هولندا في نيويورك في يناير 1981.[8]

- مارس عام 1980: زار جمشيد هاشمي تاجر الأسلحة الدولي وليام كاسي في فندق ماي فلاور في واشنطن وطلب ترتيب لقاء مع «شخص في إيران يملك سلطة في أزمة الرهائن».[9]
- 21 مارس 1980: التقى جمشيد هاشمي وشقيقه سايروس هاشمي في منزل الأخير.[10]
- أبريل 1980: التقى دونالد جريج أحد مساعدي مجلس الأمن القومي الأمريكي والمرتبط بجورج بوش وسايروس هاشمي في مطعم في نيويورك.[11] قال الرئيس الإيراني السابق أبو الحسن بني صدر في كتابه (دوري في الكلام) عام 1991 أن لديه «دليل على اتصالات جرت بين الخميني وأنصار رونالد ريغان في ربيع عام 1980». لعب رفسنجاني وبهشتي وأحمد الخميني أدوارًا رئيسية في ذلك.[12]
- الأسبوع الأخير من يوليو 1980: عُقد اجتماع في مدريد رتبه الأخوين هاشمي وضم روبرت غراي الذي عرف باسم دونالد جريج والسياسي الإيراني مهدي كروبي، قال وليام كيسي إنه إذا استطاعت إيران أن تضمن معاملة الرهائن الأمريكيين معاملة جيدة حتى الإفراج عنهم وإطلاق سراحهم كهدية للإدارة الجديدة «سيكون الجمهوريون في غاية الامتنان وسيعيدون لإيران قوتها». رد كروبي إنه ليس لديه «سلطة لضمان تنفيذ هذا الالتزام».[13]
- 12 أغسطس 1980: التقى كروبي مرة أخرى مع كيسي وقال إنَّ الخميني وافق على الاقتراح. وافق كيسي في اليوم التالي على تسمية سايروس هاشمي وسيطًا لأداء صفقات الأسلحة. وتقرر عقد المزيد من الاجتماعات في أكتوبر. اشترى سايروس هاشمي سفينة يونانية وبدأ توصيل شحنات أسلحة بقيمة 150 مليون دولار من ميناء إيلات الإسرائيلي إلى بندر عباس. وبحسب مصادر وكالة المخابرات المركزية فقد تلقى الهاشمي عمولة بقيمة 7 ملايين دولار. ويقال أنَّ كيسي استخدم مساعدًا يدعى توم كارتر في المفاوضات.[14]
- 22 سبتمبر 1980: هجوم العراق على إيران.
- أواخر سبتمبر 1980: ادعى تاجر أسلحة إيراني مغترب يدعى هوشانغ لافي أنه التقى بريتشارد ألين خبير الأمن القومي في حملة ريجان وروبرت ماكفرلين ولورنس سيلبرمان رئيس مستشاري رونالد ريجان للسياسات الخارجية خلال الحملة وناقش فكرة تبادل أجزاء من طائرة F-4 مع الرهائن الأمريكيين.
- من 15 إلى 20 أكتوبر: عُقدت اجتماعات في باريس بين مبعوثي حملة ريغان / بوش وكان كيسي مشاركًا رئيسيًا بالإضافة إلى ممثلين إيرانيين وإسرائيليين رفيعي المستوى.[15]
- 21 أكتوبر: غيرت إيران لأسباب غير معروفة موقفها فجأة في مفاوضات سرية مع إدارة كارتر ونفت اهتمامها بتلقي معدات عسكرية.[16]
- من 21 إلى 23 أكتوبر: شحنت إسرائيل إطارات طائرات مقاتلة من طراز F-4 إلى إيران سرًا، ما مثل انتهاك لحظر الأسلحة الذي فرضته الولايات المتحدة الأمريكية، ووزعت إيران الرهائن إلى مواقع مختلفة.[17]
- 20 يناير 1981: أُطلق سراح الرهائن رسميًا وسُلموا إلى الولايات المتحدة بعد قضاء 444 يومًا في الأسر. أفرج عنهم بعد دقائق قليلة من أداء رونالد ريغان القسم كرئيس.

## التحقيقات

### الخطوط الأمامية
أنتج مسلسل تلفزيوني وثائقي حمل عنوان الخطوط الأمامية عام 1991 طرح أدلة جديدة مذهلة حول كيفية محاولة حملات كارتر وريجان إبرام صفقات سرية تخص الرهائن الإيرانيين خلال الحملة الرئاسية لعام 1980.

### غاري سيك
كتب غاري سيك مقالًا افتتاحيًا لصحيفة نيويورك تايمز في أبريل 1991، وكتاب (مفاجأة أكتوبر: رهائن أمريكا في إيران وانتخاب رونالد ريغان) والذي نشر في نوفمبر 1991 حول هذا الموضوع. تعززت مصداقية سيك بسبب كونه ضابطًا بحريًا متقاعدًا، وخدم في مجلس الأمن القومي لفورد وكارتر وريغان، وشغل مناصب رفيعة مع العديد من المنظمات البارزة، وألف مؤخرًا كتاب عن العلاقات الأمريكية الإيرانية. تحدث سيك عن اتفاق المسؤولين في حملة رونالد ريغان الرئاسية بما في ذلك ولياك كيسي الذي تولى منصب مدير وكالة المخابرات المركزية بعد ذلك في أكتوبر 1980 بشكل سري مع إيران لتأخير إطلاق سراح الرهائن الأمريكيين إلى ما بعد الانتخابات، أرسلت الولايات المتحدة مقابل ذلك شحنات أسلحة إلى إيران من خلال إسرائيل.